# Robert Kolar
Robert Kolar (* 27. Mai 1974 in Wien) ist ein österreichischer Schauspieler, Sänger und Autor.

## Leben
Robert Kolar absolvierte in den Jahren 1994 bis 1998 am Konservatorium Wien eine Schauspielausbildung. Danach spielte er u. a. in Wien am Theater in der Josefstadt, an der Volksoper, am Theater an der Wien, im Theater Akzent, im Wiener Metropol, am Stadttheater Klagenfurt, an der Bühne Baden, an der Landesbühne Rheinland-Pfalz, am Wald4tler Hoftheater, bei den Herbsttagen Blindenmarkt und bei den Festspielen von Berndorf, Stockerau, Röttingen und Bad Hall.
Weiters wirkte er bei mehreren Operettentourneen, welche in Österreich, Deutschland, der Schweiz, Luxemburg und Dänemark zu sehen waren, mit. Er brachte mehrere Kabarett- und Wienerlied-Programme heraus, die in Österreich, Deutschland und dem Fürstentum Liechtenstein zur Aufführung kamen und war auch mehrfach bei dem Wienerliedfestival wean hean, dem Schrammel.Klang.Festival und dem Kultur.Sommer.Semmering zu sehen. Darüber hinaus ist er auch als Moderator tätig.
Gemeinsam mit Sam Madwar verfasste er das Bühnenstück „Wenn der Wind weht – Comedian Harmonists mal 2“ (Verlag Felix Bloch Erben) und in Zusammenarbeit mit Oliver Ostermann ein Musical mit dem Titel „Ein Sommernachtstraum“, welche mit großem Erfolg in Klagenfurt und Wiener Neustadt uraufgeführt wurden.
Weiters schrieb er mit Martin Gesslbauer ein neues Libretto der Operette "Salon Pitzelberger" (Musik: Jacques Offenbach) sowie neue Textfassungen mehrerer Komödien für das Stadttheater Berndorf.
Darüber hinaus verfasste Kolar mehrere Episoden-Drehbücher für die Satel Film und wirkte in einigen ORF-Produktionen als Darsteller, unter anderem bei SOKO Kitzbühel, und Off-Sprecher mit.